# Hulttjärnen (Gustav Adolfs socken, Värmland, 667207-139616)
Hulttjärnen är en sjö i Hagfors kommun i Värmland och ingår i Göta älvs huvudavrinningsområde. Hulttjärnen ligger i Fräkensjömyrarna Natura 2000-område.